# ダニエル・ウェブ (野球)
ダニエル・ウェブ（Daniel Webb、本名：ロバート・マクダニエル・ウェブ, Robert McDaniel Webb, 1989年8月18日 - 2017年10月14日）は、アメリカ合衆国ケンタッキー州マクラッケン郡パデューカ出身のプロ野球選手（投手）。右投右打。

## 経歴

### プロ入り前
2008年のMLBドラフト12巡目（全体378位）でアリゾナ・ダイヤモンドバックスから指名されたが、契約には至らなかった。

### プロ入りとブルージェイズ傘下時代
2009年のMLBドラフト18巡目（全体550位）でトロント・ブルージェイズから指名され、8月17日に契約。
2010年に傘下のA-級オーバーン・ダブルデイズでプロデビュー。13試合に登板して0勝6敗・防御率5.24・39奪三振の成績を残した。8月にA級ランシング・ラグナッツへ昇格し、2試合に登板した。
2011年はA級ランシングとルーキー級ガルフ・コーストリーグ・ブルージェイズでプレー。A級ランシングでは18試合に登板し、4勝5敗2セーブ・防御率5.59・51奪三振の成績を残した。

### ホワイトソックス時代
2012年1月1日にジェイソン・フレイザーとのトレードで、マイルス・ジェイと共にシカゴ・ホワイトソックスへ移籍した。A級カナポリス・インティミデイターズで31試合に登板し、1勝8敗3セーブ・防御率5.81・50奪三振の成績を残した。
2013年はA+級ウィンストン・セイラム・ダッシュで開幕を迎え、8試合に登板。1勝0敗2セーブ・防御率0.00・19奪三振と好投し、6月にAA級バーミングハム・バロンズへ昇格。13試合に登板して0勝0敗4セーブ・防御率1.77・21奪三振と好投。AAA級シャーロット・ナイツを経て9月3日にホワイトソックスとメジャー契約を結び、翌4日のニューヨーク・ヤンキース戦でメジャーデビュー。4点ビハインドの7回裏から登板し、1回を投げ1安打1失点1四球だった。この年はリリーフとして9試合に登板し、0勝0敗・防御率3.18・10奪三振の成績を残した。
2014年3月1日にホワイトソックスと1年契約に合意し、開幕ロースター入りした。同年はチームのリリーフ陣の一角として、チームで2番目に多い57試合に登板、防御率3.99・6勝5敗を記録した。しかし制球が悪く、67.2イニングで42のフォアボール・与四球率は5.6だった。
2015年は出番が減少し、27試合の登板に留まった。30.0イニングで22個の四球を与えるなど、制球難は相変わらずであり、防御率も6.30と炎上してシーズンを終えた。
2016年は、メジャーでは1試合に登板しただけだった。マイナーのAAA級シャーロットでも、7試合の登板で2勝1敗2セーブ・防御率3.38という成績を残したに留まった。オフの11月3日に自由契約となった。
2017年はトミー・ジョン手術の影響で全休したが、10月14日にテネシー州でバギー車に乗っていた際に障害物に接触し、首を骨折する事故に遭い、頭部外傷のため死去した。同乗していた夫人も重傷。

## 詳細情報

### 年度別投手成績
| 年 度     | 球 団     | 登 板 | 先 発 | 完 投 | 完 封 | 無 四 球 | 勝 利 | 敗 戦 | セ 丨 ブ | ホ 丨 ル ド | 勝 率 | 打 者 | 投 球 回 | 被 安 打 | 被 本 塁 打 | 与 四 球 | 敬 遠 | 与 死 球 | 奪 三 振 | 暴 投 | ボ 丨 ク | 失 点 | 自 責 点 | 防 御 率 | W H I P |
| --------- | --------- | ----- | ----- | ----- | ----- | -------- | ----- | ----- | -------- | ----------- | ----- | ----- | -------- | -------- | ----------- | -------- | ----- | -------- | -------- | ----- | -------- | ----- | -------- | -------- | ------- |
| 2013      | CWS       | 9     | 0     | 0     | 0     | 0        | 0     | 0     | 0        | 1           | ----  | 46    | 11.1     | 9        | 0           | 4        | 0     | 0        | 10       | 1     | 0        | 4     | 4        | 3.18     | 1.15    |
| 2014      | CWS       | 57    | 0     | 0     | 0     | 0        | 6     | 5     | 0        | 4           | .545  | 296   | 67.2     | 59       | 6           | 42       | 5     | 2        | 58       | 13    | 0        | 31    | 30       | 3.99     | 1.49    |
| 2015      | CWS       | 27    | 0     | 0     | 0     | 0        | 1     | 0     | 0        | 0           | 1.000 | 150   | 30.0     | 41       | 3           | 22       | 1     | 1        | 22       | 2     | 0        | 26    | 21       | 6.30     | 2.10    |
| 2016      | CWS       | 1     | 0     | 0     | 0     | 0        | 0     | 0     | 0        | 0           | ----  | 6     | 1.0      | 2        | 0           | 1        | 0     | 0        | 3        | 0     | 0        | 0     | 0        | 0.00     | 3.00    |
| 通算：4年 | 通算：4年 | 94    | 0     | 0     | 0     | 0        | 7     | 5     | 0        | 5           | .583  | 498   | 110.0    | 111      | 9           | 69       | 6     | 3        | 93       | 16    | 0        | 61    | 55       | 4.50     | 1.64    |

- 2016年度シーズン終了時。

### 背番号
- 60 (2013年)
- 40 (2014年 - 2016年)